# 長谷部徹 (ドラマー)
長谷部 徹（はせべ とおる、1963年6月21日 - ）は、千葉県習志野市出身のドラマー。スタジオ・ミュージシャンで、THE SQUARE（現：T-SQUARE）の元メンバー。2019年の閉校まで音楽学校「アン・ミュージック・スクール」で講師を務めた。

## 来歴・人物
ジャニーズ事務所所属のタレントで結成された4人組アイドルグループ、ギャングスで子供番組『とびだせ!パンポロリン』のお兄さんとして1976年にデビュー。『ヤンヤン歌うスタジオ』などにバックダンサーとしてレギュラー出演を経た後、1980年にメンバー内でバンドを結成し、グループ名をANKH（アンク）と改名。長谷部はドラマーとして再デビュー。ANKHは『鉄腕アトム』のテーマソングなどを担当していた。
1982年にフュージョン・バンド、THE SQUARE（現：T-SQUARE）に参加。1985年に同バンドを脱退後は、スタジオ・ミュージシャンとして春畑道哉、長渕剛、井上大輔、河内淳一、やしきたかじん、久松史奈など数多くのレコーディング、仙波清彦率いるはにわオールスターズなど多くのセッションにも参加する。
長谷部のドラミングの特徴としては、その出音のクリアな点や、曲の中に入れるフィル・インやタイトなエイト・ビートドラミングが挙げられる。
2001年開催の浜田省吾のコンサートツアーに、急病でツアーを離脱したドラマー大久保敦夫の代役として急遽参加。ジャニーズ事務所時代の先輩ドラマーであり、現在は野口五郎やフォーリーブスのバックバンドとして活動している長沢悟の代理ドラマーも務める。
私生活では、堀越高等学校の同級生であった元女優の甲斐智枝美と1990年に結婚（甲斐は結婚を機に芸能界引退）。夫婦は男児2人をもうけ、長谷部は音楽界で活動、甲斐も家事・育児の傍ら生花店に勤務するなど家庭生活も順調かと思われたが、2006年7月10日、甲斐が43歳で急逝した際、長谷部がドラマーとしての活動から半ば引退状態であったことが報道された。
2008年9月27日、かつて在籍したTHE SQUAREの結成30周年を記念したライブ「THE SQUARE × T-SQUARE 〜since 1978“野音であそぶ”」が東京･日比谷野外音楽堂で開催され、久々に表舞台に姿を見せた。歴代メンバーのうち長谷部、仙波清彦、河合マイケル、則竹裕之、坂東慧の5名のドラマーが参加。この様子は「みゅーじん」（テレビ東京）やNHK BS2でも放送され、映像ソフトも販売されている。
2009年1月6日、海老沢雄一のバックバンド「Brain Storm」に参加した。
2015年、ジャニーズ事務所時代の後輩にあたる近藤真彦のアルバム『三十五周年 近藤真彦×伊集院静＝二十四曲』（Sony Music Records）のレコーディングに参加、同年12月12日に放送された近藤の特集回『SONGS』にもバックバンドとして出演した。
2017年、THE SQUARE時代のメンバーが集結、THE SQUARE Reunion名義で活動開始。長谷部は当時のバンドメイトだった安藤正容、伊東たけし、和泉宏隆、田中豊雪と共に「THE SQUARE Reunion -1982-1985- "THE LEGEND"」としてライブ活動を行った。2021年には布施明のコンサートツアーに参加した。

## ジャニーズ時代の参加ユニット
- 白虎隊
- ギャングス
- ジャニーズ少年団
- ピラミッド
- ANKH